# Charonia
Famille
Genre
Synonymes
- genre Tritonium Röding, 1798

Charonia est un genre de mollusques gastéropodes marins, le seul de la famille des Charoniidae (anciennement attribué aux Ranellidae).

## Description

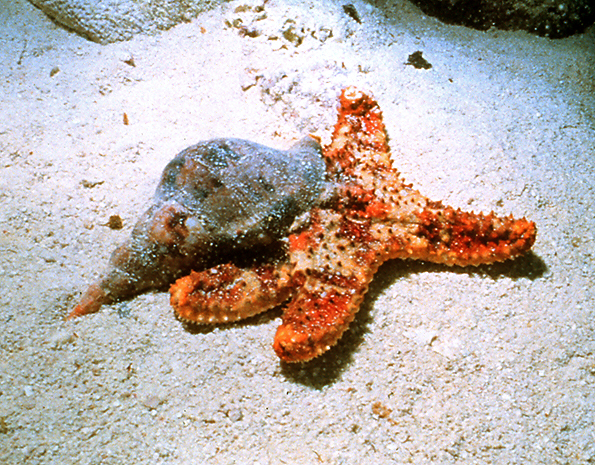
Ces mollusques sont des prédateurs des étoiles de mer.

Ce sont de grands coquillages en forme de « conque ». Prédateurs carnivores, ils sont munis d'un dard venimeux qui leur permet de paralyser leurs proies (principalement des étoiles de mer), avant de les ingérer entièrement ou par étapes pour les plus grosses.
L'espèce Charonia tritonis (« triton géant ») serait ainsi le principal prédateur de l'étoile géante et venimeuse Acanthaster planci.

## Synonymes
- genre Eutriton[2]
- genre Eutritonium Cossmann, 1904[2]
- sous-genre Triton (Buccinatorium) Mörch, 1877[2]
- sous-genre Triton (Semiranella) de Gregorio, 1880[2]
- genre Triton Montfort, 1810[2]
- genre Tritonium Röding, 1798[2]

## Liste des espèces
Selon World Register of Marine Species (28 mai 2014) :
- Charonia lampas (Linnaeus, 1758) -- Atlantique est
  - Charonia lampas capax (Finlay, 1927)
  - Charonia lampas lampas
  - Charonia lampas pustulata (Eurthyme, 1889)
  - Charonia lampas rubicunda (Perry, 1811)
  - Charonia lampas sauliae (Reeve, 1844)
- Charonia maculosum Gmelin -- taxon inquirendum (Madagascar)
- Charonia tritonis (Linnaeus, 1758) -- le Triton géant, ou conque (Indo-Pacifique tropical).
- Charonia variegata (Lamarck, 1816) -- Méditerranée
- Charonia variegata (Lamarck, 1816)

## Galerie

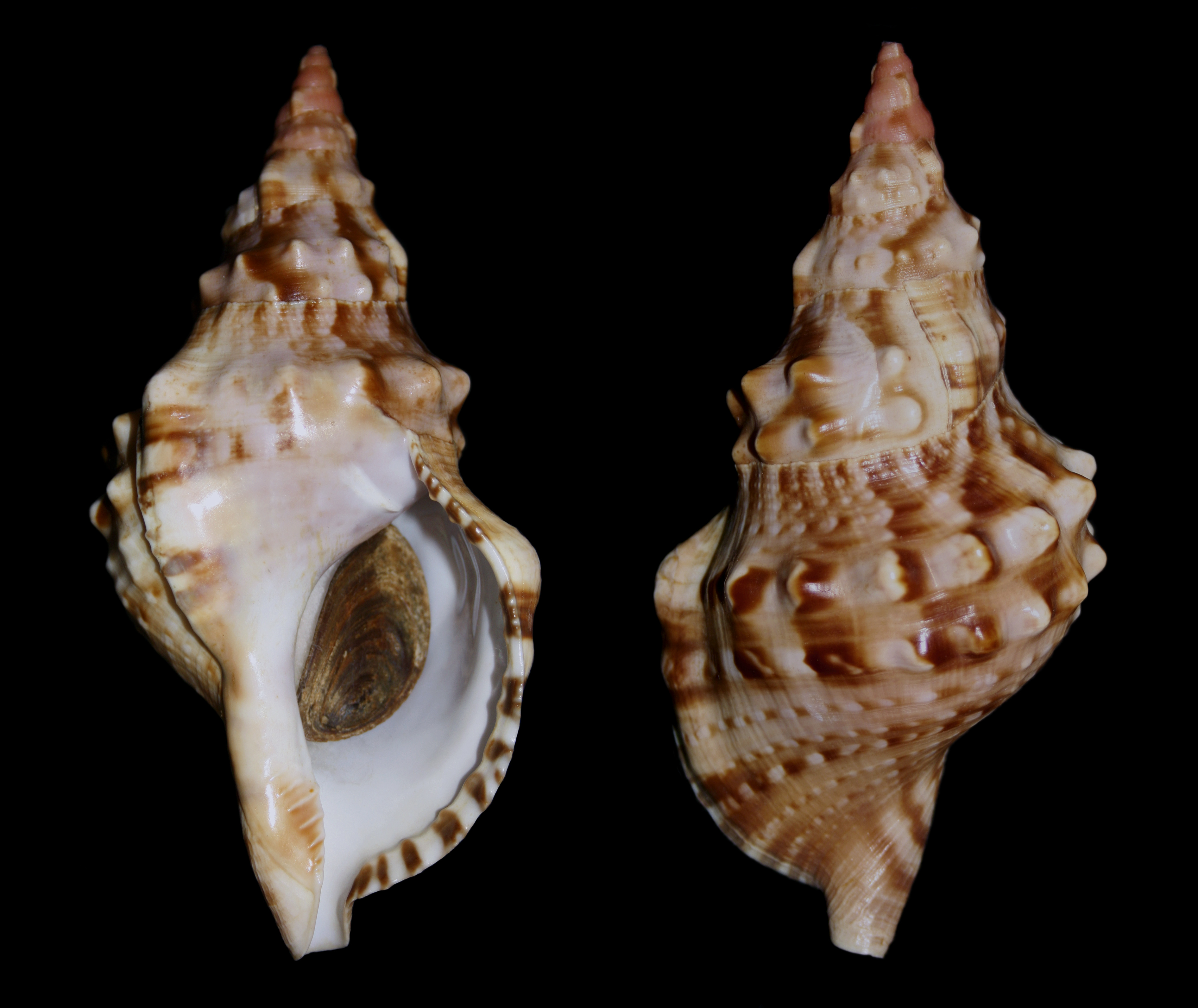
Charonia lampas « sauliae »
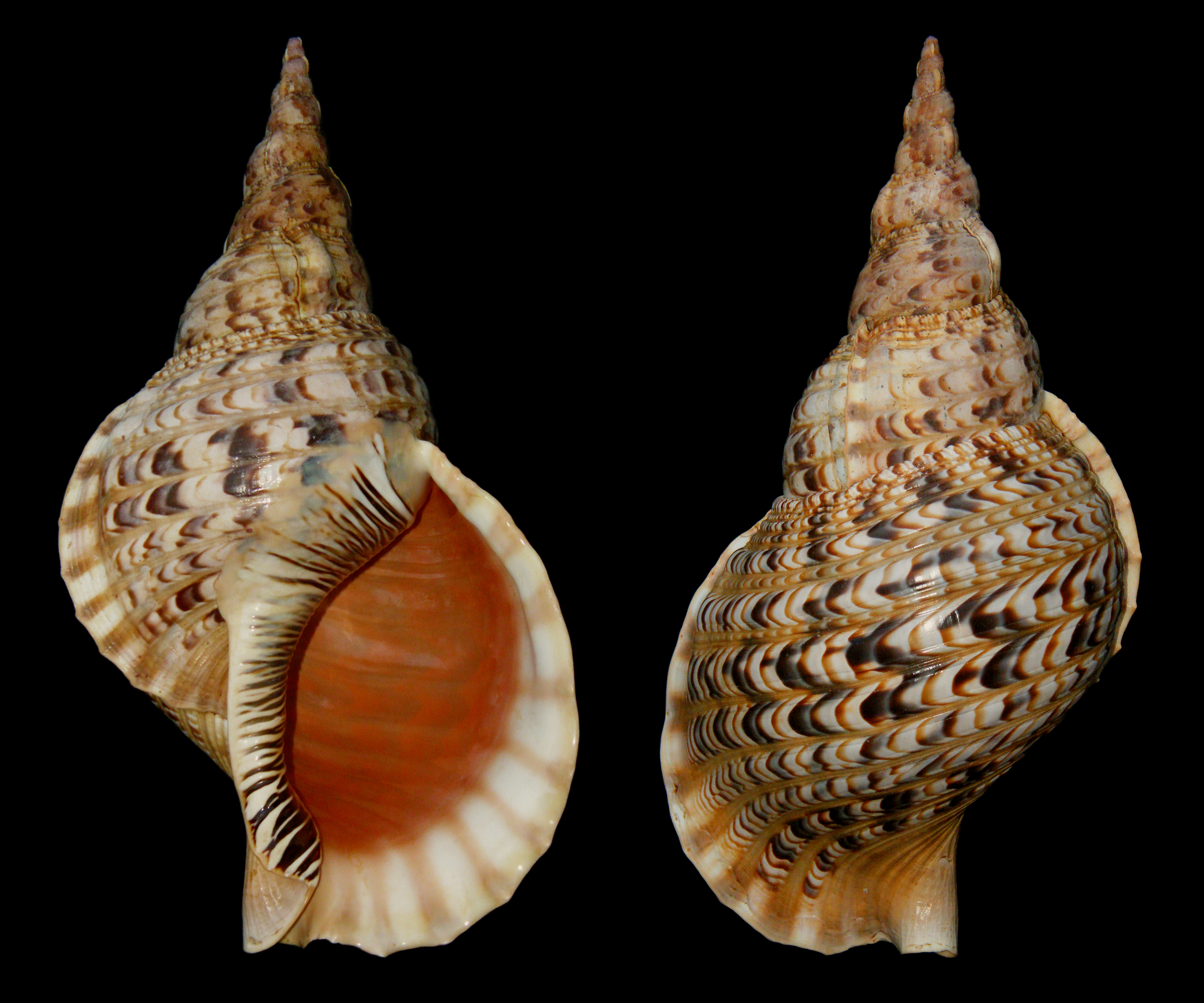
Charonia tritonis
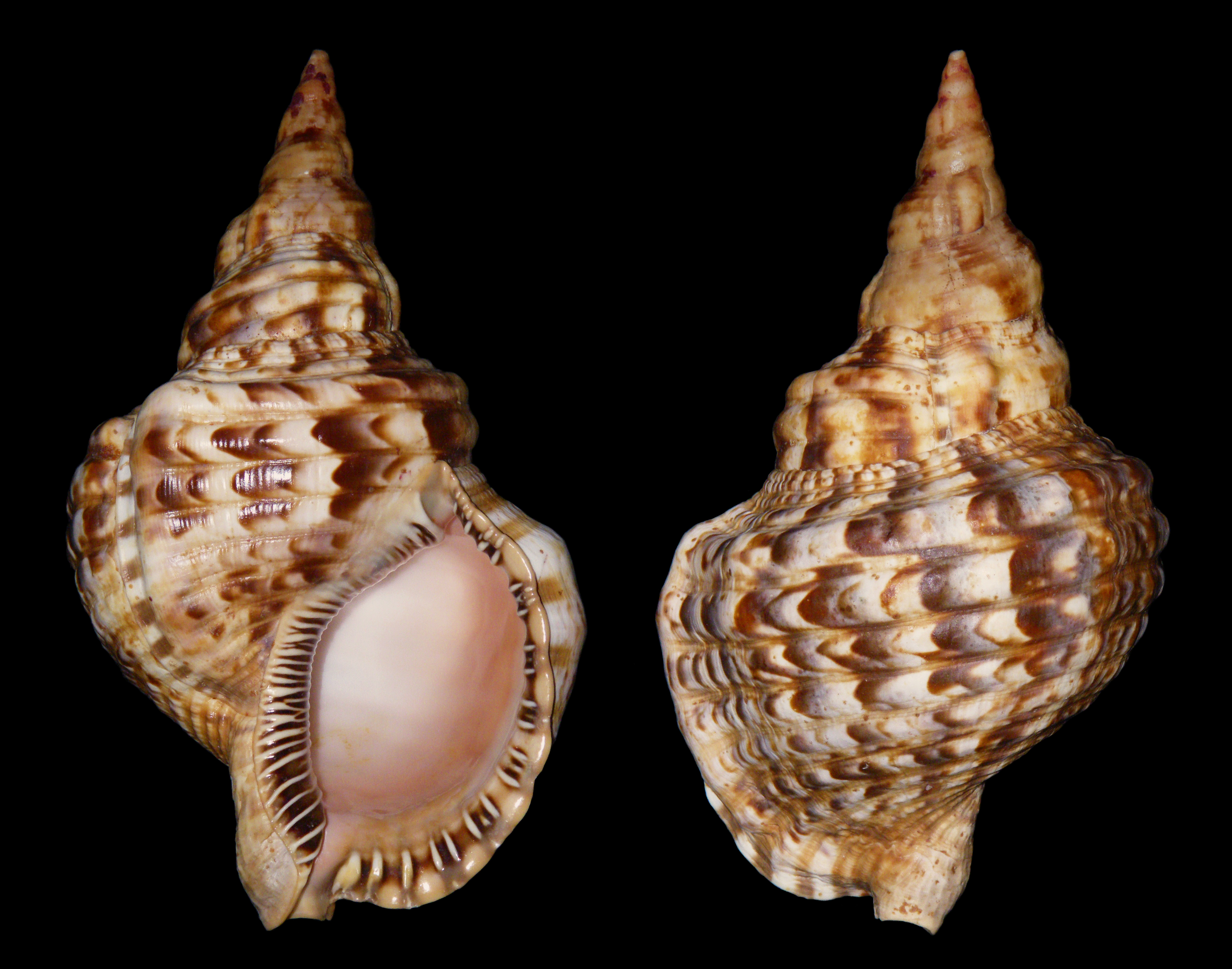
Charonia variegata